# Лактанций
Лактанций (Lucius Caecilius Firmianus или Firmianus, qui et Lactantius), както го нарича Йероним в труда си De viris illustribus е латински оратор, живял ок. 240 – ок. 320, произхождащ от римската провинция Африка. До 303 г. е езичник, става след това апологет на християнството и се смята за „християнския Цицерон“ и учител на Римската църква. По покана на император Константин Велики става учител на Крисп, сина на Константин, през 315 г. Неговото най-важно съчинение е Institutiones Divinae („Божествени поучения“), но най-известно през средновековието е било краткото De mortibus persecutorum („За смъртта на гонителите“), в което Лактанций разказва за мъчителните болести и смъртта на 10 римски императори (особено на Диоклециан), преследвали жестоко ранните християни.

## Трудове
- De opificio Dei (За божественото сътворение)
- Divinae institutiones (Божествени поучения) – състои се от следните 7 книги:
  - de falsa Religione (За фалшивата религия)
  - de origine erroris (За произхода на грешките)
  - de falsa sapientia (За фалшивата правда)
  - de vera sapientia et religione (За истинската мъдрост и религия)
  - de justitia (За правото)
  - de vero cultu (За истинското почитание)
  - de vita beata (За щастливия живот)
- De ave phoenice (За птицата Феникс)
- De ira Dei (За божествения гняв)

## Издания
- Луция Цецилия Лактанция Фирмиана… Божественных наставлений седмь книг… С присовокуплением других творений: (1) о гневе божием, (2) о удивительном и чудном строении человека и (3) о кончине гонителей христианства. / Пер. И. Н. Тредиаковского. М., 1783. Ч. 1. 408 с. Ч. 2. 504 с.
- Творения Лактанция… Пер. Е. Карнеева. СПб, 1848. Ч. 1. 404 стр. Ч. 2. 319 стр.
- Лактанций. О смертях преследователей. Пер., вступ. ст. и прим. В. М. Тюленева. (Серия „Античное христианство“. Раздел „Источники“). СПб, Алетейя. 1998. 280 с.
- Лактанций. О творении Божием. О гневе Божием. О смерти гонителей. Эпитомы Божественных установлений. Пер. В. М. Тюленева. (Серия „Библиотека христианской мысли. Источники“). СПб.: Издательство Олега Абышко. 2007.
- Лактанций. Божественные установления. Пер., вступ. ст. и прим. В. М. Тюленева. (Серия „Библиотека христианской мысли. Источники“). СПб.: Издательство Олега Абышко. 2007.